# Liste des commanderies templières dans le Brandebourg
Cette liste recense quelques-unes des commanderies et maisons de l'Ordre du Temple qui ont existé dans le Brandebourg.

## Faits marquants et Histoire
Les templiers sont présents dès 1157 dans la marche de Brandebourg, point de départ de leur expansion vers l'est de l'Europe. Celle-ci ne débuta vraiment qu'au début du XIIIe siècle et fut significative à partir de 1232. Il s'agissait de la province templière d'Allemagne ou littéralement d'Alémanie, le maître de la province étant désigné comme: Magister Domorum militiae Templi per Alemaniam. Cette province s'étendait jusqu'en Bohême et en Pologne.

## Commanderies
| Localisation dans le Brandebourg (Liens vers les articles correspondants) |
| ------------------------------------------------------------------------- |
| \| Saxe Thuringe Mecklembourg Poméranie Occidentale Leśnica Tempelhof \|  |
| Saxe Thuringe Mecklembourg Poméranie Occidentale Leśnica Tempelhof        |

| Commanderie       | Ville actuelle (ou à proximité) | Observations |
| ----------------- | ------------------------------- | ------------ |
| Leśnica (Lietzen) | Lietzen                         | ,            |
| Tempelhof (de)    | Berlin                          | ,            |